# Brève élégante
Pitta elegans
Espèce
Statut de conservation UICN

 LC  : Préoccupation mineure
La Brève élégante (Pitta elegans) est une espèce de passereau appartenant à la famille des Pittidae.
Cet oiseau est endémique à l'Indonésie : Moluques et îles de la Sonde.